# Saúl Vasco
Saúl Andrés Vasco (23 maggio 1973) è un ex schermidore colombiano.

## Palmarès
In carriera ha conseguito i seguenti risultati:
- Giochi Panamericani:

Winnipeg 1999: bronzo nella spada a squadre.